# 鼠真缘吸虫
鼠真缘吸虫（学名：Euparyphium murinum）为棘口科真缘属的动物。分布于菲律宾、马来西亚以及中国大陆的福建、广东、江苏等地，营寄生生活，终末宿主家狗、田鼠、褐家鼠以及寄生于胃肠中。

## 參看
- Euparyphium paramurinum

## 外部連結
- 維基物種上的相關：鼠真缘吸虫